# Stefan Stubielewicz
Stefan Stubielewicz (ur. 2 listopada 1762 na Wołyniu, zm. 17 kwietnia 1814 w Wilnie) – polski fizyk, profesor Uniwersytetu Wileńskiego.

## Życiorys
Urodził się dnia 2 listopada 1762 na Wołyniu, nauczanie początkowe oraz średnie zdobył w szkołach we Włodzimierzu Wołyńskim i w Łucku. W latach 1786–1790 studiował w Uniwersytecie Wileńskim na wydziale fizyczno-matematycznym. Jednym z jego wykładowców był Józef Mickiewicz.
W 1790 ukończył nauki na Uniwersytecie Wileński, otrzymał doktorat z nauk filozoficznych i rozpoczął pracę jako nauczyciel fizyki w gimnazjum wileńskim. W 1797 został zatrudniony w Uniwersytecie Wileńskim jako adiunkt i w 1807 został profesorem zwyczajnym fizyki.
W latach 1802–1804 odbył podróż po uniwersytetach Austrii, Włoch, Francji i Niemiec. Interesowała go wiedza i najnowszych eksperymentach w fizyce a zwłaszcza w dziedzinie elektryczności. W trakcie tego wyjazdu dokonał zakupu przyrządów naukowych i aparatów do wileńskiej uczelni.
Został honorowym członkiem korespondentem Akademii Francuskiej oraz członkiem Paryskiego Towarzystwa Galwanicznego i Towarzystwa Rolniczo-Gospodarskiego w Warszawie.
Wykłady fizyki prowadził według własnych konspektów a opracowany i stosowany program nauczania fizyki był wzorem dla jego następców na katedrze.
Żonaty był z Aleksandrą Grewińską i mieli jedną córkę Michalinę. Zmarł dnia 17 kwietnia 1814 w Wilnie i pochowany został na cmentarzu Bernardyńskim.

## Dorobek
Za jego życie nie była wydana żadna jego praca. Po śmierci, staraniem przyjaciół wydano:
- Zbiór krótki początków fizyki Wilno 1814,
- Wpływ elektryczności na ekonomiją zwierzęcą, czyli teoretyczny wykład doświadczeń i postrzeżeń nad elektrycznością Wilno 1819,

W Centralnej Bibliotece Naukowej Akademii Nauk USRR znajdują się prace Stubielewicza w rękopisach:
- Fizyka cz. 1—2
- Fizyka cz. 1—2. 1813,
- Mechanika,
- Mechanika, z.3,
- Początki statyki rościeków w ogólności, 1811,
- Początki hydrauliki, albo nauki o ruchu rościeków,
- Nauka o powietrzu we względzie statycznym,
- O temperaturze powietrzokręgu ziemnego...,
- Nauka o ciepliku, cieple zwierzęcym, respiracyi ciepła i zimna,
- Recueil procédés pour developement du calorique et de son action dans les corps, 1804,
- Dodatki,
- O ciepliku,
- O wodzie, 1809-1810,
- O wodzie,
- O powietrzu,
- Nauka o świetle, I,
- Nauka o świetle, II,
- Nauka o świetle, III 1811,
- Do traktatu elektryczności,
- Zbiór różnych obserwacyi zwłaszcza o elektryczności, 1799,
- Cahier additionel sur l'electrocité (en, pol.),
- O wpływie elektryczności na ekonomię zwierzęcą i roślinną, 1801,
- Traktat o magnetyzmie.